# Метка (этология)
Ме́тка — в науке о поведении животных (этология) — знак, оставляемый на предметах с целью коммуникации.
Метка может быть запаховой (так метят свою территорию собаки — мочой, медведи — экскрементами, пчелы и муравьи также оставляют разнообразные метки, и др.), или же визуальной — так, олени обдирают рогами кору с деревьев на видных местах.
Такие территориальные метки нередко содержат феромоны, дающие сообществу знаки о половой принадлежности животного, его физиологическом состоянии (течка и т. д.)

## Взаимосвязь поведения человека и животных
Некоторые факты указывают на то, что у человека встречаются формы поведения, в той или иной степени подобные использованию меток животными. Так, разнообразные наскальные надписи, а в современном мире — и проявления вандальных надписей на скалах, общественных сооружениях, граффити — превращают «безликие» для некоторых людей объекты — в «свои», освоенные и помеченные участки территории.